# Diahogna hildegardae
Diahogna hildegardae är en spindelart som beskrevs av Volker W. Framenau 2006. Diahogna hildegardae ingår i släktet Diahogna och familjen vargspindlar. Inga underarter finns listade i Catalogue of Life.